# Sushi Yama
Sushi Yama är en svensk restaurangkedja som främst serverar mat från det japanska köket såsom sushi, yakiniku, sashimi med mera. Den första Sushi Yama-restaurangen öppnade i Stockholm 2008. Sedan dess har Sushi Yama expanderat till 48 restauranger. Kedjan har utöver dessa en egen restaurangskola i Stockholm för internutbildning där man även serverar gäster. 
Sushi Yama har under åren även lanserat subdivisionerna Sushi Yama Express, Sushi Yama Kaiten, Sushi Yama Dim Sum och Sushi Yama Izakaya. Sushi Yama Express restauranger erbjuder hela menyn i form av takeaway och har antingen få eller inga sittplatser. Sushi Yama Kaiten återfinns än så länge enbart i Cityterminalen, Stockholm, och inhyser norra Europas första magnetiska kaitenband. Genom magnetism låter man maten glida fram över en skiva, detta sätt att servera mat kallas i Japan för 回転寿司 (kaiten-zushi).
Sushi Yama Dim Sum innebär en utökning av den reguljära menyn med smårätter, därav “dim sum” som numera är ett väletablerat begrepp med kinesiska rötter, kopplat till smårätter. I dessa restauranger återfinns bland annat dumplings och bao buns.
Sushi Yama Izakaya tar konceptet ett steg längre än Dim Sum. Man erbjuder bland annat dim sum, ett större urval av sashimi, bao buns, tempura (friterat) och kött såsom wagyū. Restauranger inom detta koncept har även alltid serveringstillstånd.

## Namn
Sushi Yama betyder sushiberg då sushi uppenbarligen är sushi och yama är romaji för やま som betyder berg.